# مریا لاریوارا
مِریا لاریوارا (فنلاندی: Merja Larivaara؛ زادهٔ ۴ ژوئیه ١٩۶۴ در هائوکیپوداس، فنلاند) بازیگر فنلاندی است.
لاریوارا کار خود را در سال ۱۹۸۸ در Rengasmatka آغاز کرد و تقریباً در سی کار در سینما و تلویزیون بازی کرده‌است و اغلب در نقش خودش در نمایش‌ها ظاهر می‌شود.
او در سال ۱۹۹۴ در فیلم Aapo با بازیگرانی چون Taisto Reimaluoto، Ulla Koivuranta، Kai Lehtinen، Martti Suosalo و Esko Nikkari بازی کرد.
در سال ۲۰۰۵، او در مجموعهٔ تلویزیونی Game Over ظاهر شد.

## برگزیدهٔ فیلم‌شناسی
- The Well (۱۹۹۲)
- Ripa Hits the Skids (۱۹۹۳)
- وارس: راه مردان درستکار (۲۰۱۲)